# Fidel Martínez
Fidel Francisco Martínez Tenorio (Nueva Loja, 1990. február 15. –) ecuadori válogatott labdarúgó, aki jelenleg a Barcelona SC játékosa.
A válogatott tagjaként részt vett a 2014-es labdarúgó-világbajnokságon, illetve a 2015-ös és 2016-os Copa Américán.

## Statisztika
| Ecuador  | Ecuador | Ecuador |
| Év       | Mérk.   | Gólok   |
| -------- | ------- | ------- |
| 2008     | 2       | 1       |
| 2009     | 0       | 0       |
| 2010     | 0       | 0       |
| 2011     | 0       | 0       |
| 2012     | 0       | 0       |
| 2013     | 3       | 0       |
| 2014     | 5       | 1       |
| 2015     | 12      | 5       |
| 2016     | 7       | 1       |
| Összesen | 27      | 6       |

## Sikerei, díjai

### Klub
- Quito
  - Ecuadori bajnok: 2011
- Tijuana
  - Mexikói bajnok: 2012 Apertura

### Válogatott
- Ecuador U20
  - Pan American Games: 2007